# Королевская битва (WWE)

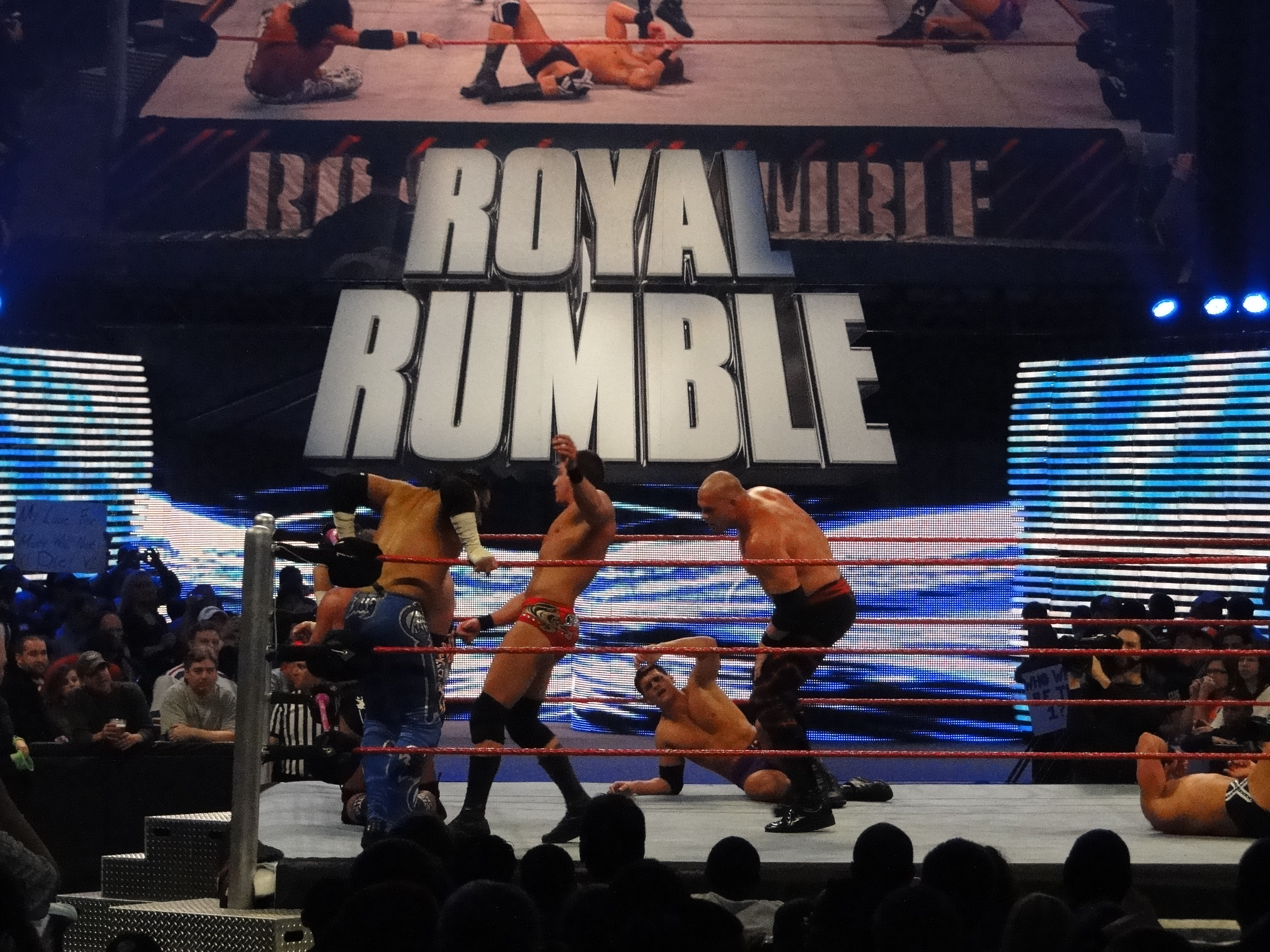
Матч «Королевская битва» в 2010 году

Матч «Королевская битва» (англ. Royal Rumble match) — матч в рестлинге, основанный на классическом матче Battle Royal, в котором несколько рестлеров (традиционно 30) стремятся устранить своих соперников, перебросив их через верхний канат так, чтобы обе ноги коснулись пола. Матч обычно является главным событием одноимённого январского шоу WWE — Royal Rumble.
По словам Хорнсвоггла, который работал в WWE с 2006 по 2016 год и участвовал в трёх матчах «Королевская битва», участники запоминают время своего выбывания, зная двух рестлеров, выбывших до них, и рестлера, который выходит на матч непосредственно перед их выбыванием. Он также утверждает, что все соревнующиеся рестлеры выстраиваются за кулисами в соответствии с их номером. По словам Си Эм Панка, который работал в WWE с 2006 по 2014 год, рестлерам дают список номеров участников и выбывших, и они должны строить матч исходя из этого.

## Концепция
Матч «Королевская битва» отличается от матча Battle Royal тем, что 30 соперников не начинают битву на ринге, а выходят по одному, согласно полученным номерам (обычно номера распределяются путём лотереи). Поединок начинают два реслера, с номерами 1 и 2, а остальные 28 реслеров выходят через определённый интервал (обычно 90 секунд или 2 минуты), согласно своим номерам. Такой вид поединка придумал Пат Паттерсон.
Для того, чтобы победить соперника, необходимо перекинуть его через верхние канаты и он должен коснуться двумя ногами пола. Рестлер, которого перекинули не через верхние канаты остается в битве. Например, во время Royal Rumble 1999 Винс Макмэн и Стив Остин покинули ринг, однако позже вернулись и продолжили участие. В 1994 году Брет Харт и Лекс Люгер были признаны победителем битвы, так как их ноги одновременно коснулись пола. Похожая ситуация произошла в 2005 году, когда Батиста и Джон Сина одновременно коснулись пола ногами, однако результат был отменен, а поединок начался вновь. После этого Батиста перебросил Сину и стал победителем. Несмотря на то, что рефери внимательно следят за поединком, иногда вылеты не фиксируются, когда вылетевший участник незаметно возвращается на ринг. Например, в 1997 году Стив Остин во время поединка вылетел, однако вернулся в ринг и выиграл битву.
Наградой за победу матче «Королевская битва» 1992 года был чемпионский титул WWF. Начиная с 1993 года победитель битвы получал возможность сразиться за чемпионский титул на WrestleMania. С 2002 года победитель битвы может выбирать, за какой чемпионский титул он будет бороться на WrestleMania: за чемпиона WWE или чемпиона мира в тяжелом весе. С возрождением ECW в 2006 году, победитель также мог выбрать поединок за этот титул. С 2001 по 2007 год все победители «Королевской битвы» впоследствии завоёвывали чемпионские пояса на WrestleMania. В 2008 году Джон Сина использовал свой чемпионский поединок не на WrestleMania, а на шоу No Way Out 2008, однако не смог победить.

## Победители мужского матча «Королевская битва»

### Матчи «Королевская битва» на Royal Rumble
| Королевская битва | Победитель           | Фото | № выхода            | Дата                          | Город                          | Арена                          | Посещаемость  | Прим.         |
| ----------------- | -------------------- | ---- | ------------------- | ----------------------------- | ------------------------------ | ------------------------------ | ------------- | ------------- |
| 1988              | Джим Дагган          |      | 13                  | 24 января 1988 года           | Гамильтон, Онтарио, Канада     | Коппс колизеум                 | 18 000        | [ 13 ] [ 14 ] |
| 1989              | Большой Джон Стадд   |      | 27                  | 15 января 1989 года           | Хьюстон, Техас, США            | Саммит-арена                   | 19 000        | [ 15 ] [ 16 ] |
| 1990              | Халк Хоган           |      | 25                  | 21 января 1990 года           | Орландо, Флорида, США          | Орландо-арена                  | 16 000        | [ 17 ] [ 18 ] |
| 1991              | Халк Хоган           |      | 24                  | 19 января 1991 года           | Майами, Флорида, США           | Майами-арена                   | 16 000        | [ 19 ] [ 20 ] |
| 1992              | Рик Флэр             |      | 3                   | 19 января 1992 года           | Олбани, Нью-Йорк, США          | Кникербокер-арена              | 17 000        | [ 21 ] [ 22 ] |
| 1993              | Йокозуна             |      | 27                  | 24 января 1993 года           | Сакраменто, Калифорния, США    | АРКО-арена                     | 16 000        | [ 23 ] [ 24 ] |
| 1994              | Брет Харт Лекс Люгер |      | 27 23               | 22 января 1994 года           | Провиденс, Род-Айленд, США     | Провиденс Сивик-центр          | 14 500        | [ 25 ] [ 26 ] |
| 1995              | Шон Майклз           |      | 1                   | 22 января 1995 года           | Тампа, Флорида, США            | ЮСФ Сан Дом                    | 10 000        | [ 27 ] [ 28 ] |
| 1996              | Шон Майклз           | 18   | 21 января 1996 года | Фресно, Калифорния, США       | Селланд-арена                  | 9600                           | [ 29 ] [ 30 ] |               |
| 1997              | Стив Остин           |      | 5                   | 19 января 1997 года           | Сан-Антонио, Техас, США        | Аламодом                       | 60 525        | [ 31 ] [ 32 ] |
| 1998              | Стив Остин           | 24   | 18 января 1998 года | Сан Хосе, Калифорния, США     | Сан Хосе-арена                 | 18 542                         | [ 33 ] [ 34 ] |               |
| 1999              | Винс МакМэхон        |      | 2                   | 24 января 1999 года           | Анахайм, Калифорния, США       | Арроухед-понд                  | 14 816        | [ 35 ] [ 36 ] |
| 2000              | Скала                |      | 24                  | 23 января 2000 года           | Нью-Йорк, Нью-Йорк, США        | Медисон-сквер-гарден           | 19 231        | [ 37 ] [ 38 ] |
| 2001              | Стив Остин           |      | 27                  | 21 января 2001 года           | Новый Орлеан, Луизиана, США    | Нью Орлеан-арена               | 16 056        | [ 39 ] [ 40 ] |
| 2002              | Triple H             |      | 22                  | 20 января 2002 года           | Атланта, Джорджия, США         | Филипс-арена                   | 12 915        | [ 41 ] [ 42 ] |
| 2003              | Брок Леснар          |      | 29                  | 19 января 2003 года           | Бостон, Массачусетс, США       | Флит-центр                     | 15 338        | [ 43 ] [ 44 ] |
| 2004              | Крис Бенуа           |      | 1                   | 25 января 2004 года           | Филадельфия, Пенсильвания, США | Ваковия-центр                  | 17 289        | [ 45 ] [ 46 ] |
| 2005              | Батиста              |      | 28                  | 30 января 2005 года           | Фресно, Калифорния, США        | Сэйв Март-центр                | 12 000        | [ 47 ] [ 48 ] |
| 2006              | Рей Мистерио         |      | 2                   | 29 января 2006 года           | Майами, Флорида, США           | Американ Эйрлайнс-арена        | 14 500        | [ 49 ] [ 50 ] |
| 2007              | Гробовщик            |      | 30                  | 28 января 2007 года           | Сан-Антонио, Техас, США        | AT&T-центр                     | 13 500        | [ 51 ] [ 52 ] |
| 2008              | Джон Сина            |      | 30                  | 27 января 2008 года           | Нью-Йорк, США                  | Медисон-сквер-гарден           | 17 382        | [ 53 ] [ 54 ] |
| 2009              | Рэнди Ортон          |      | 8                   | 25 января 2009 года           | Детройт, Мичиган, США          | Джо Луис-арена                 | 16 685        | [ 55 ] [ 56 ] |
| 2010              | Эдж                  |      | 29                  | 31 января 2010 года           | Атланта, Джорджия, США         | Филипс-арена                   | 16 697        | [ 57 ] [ 58 ] |
| 2011              | Альберто Дель Рио    |      | 38                  | 30 января 2011 года           | Бостон, Массачусетс, США       | ТД-гарден                      | 15 113        | [ 59 ] [ 60 ] |
| 2012              | Шеймус               |      | 22                  | 29 января 2012 года           | Сент-Луис, Миссури, США        | Скоттрэйд-центр                | 18 121        | [ 61 ] [ 62 ] |
| 2013              | Джон Сина            |      | 19                  | 27 января 2013 года           | Финикс, Аризона, США           | ЮС Эйрвейс-центр               | 15 103        | [ 63 ] [ 64 ] |
| 2014              | Батиста              |      | 28                  | 26 января 2014 года           | Питтсбург, Пенсильвания, США   | Консол Энерджи-центр           | 15 715        | [ 65 ] [ 66 ] |
| 2015              | Роман Рейнс          |      | 19                  | 25 января 2015 года           | Филадельфия, Пенсильвания, США | Веллс-Фарго-центр              | 17 164        | [ 67 ] [ 68 ] |
| 2016              | Triple H             |      | 30                  | 24 января 2016 года           | Орландо, Флорида, США          | Эмвей-центр                    | 15 170        | [ 69 ] [ 70 ] |
| 2017              | Рэнди Ортон          |      | 23                  | 29 января 2017 года           | Сан-Антонио, Техас, США        | Аламодом                       | 52 020        | [ 71 ] [ 72 ] |
| 2018              | Шинске Накамура      |      | 14                  | 28 января 2018 года           | Филадельфия, Пенсильвания, США | Веллс-Фарго-центр              | 17 629        | [ 73 ] [ 74 ] |
| 2019              | Сет Роллинс          |      | 10                  | 27 января 2019 года           | Финикс, Аризона, США           | Чейз-филд                      | 48 193        | [ 75 ] [ 76 ] |
| 2020              | Дрю Макинтайр        |      | 16                  | 26 января 2020 года           | Хьюстон, Техас, США            | Минут-Мейд-парк                | 42 715        | [ 77 ]        |
| 2021              | Эдж                  |      | 1                   | 31 января 2021 года           | Сент-Питерсберг, Флорида, США  | WWE ThunderDome Тропикана-филд | 0             | [ 78 ]        |
| 2022              | Брок Леснар          |      | 30                  | 29 января 2022 года           | Сент-Луисе, Миссури, США       | The Dome at America’s Center   | 44 390        | [ 79 ]        |
| 2023              | Коди Роудс           |      | 30                  | 28 января 2023 года           | Сан-Антонио, Техас, США        | Alamodome                      | 51 338        |               |
| 2024              | Коди Роудс           | 15   | 27 января 2024 года | Сент-Питерсберг, Флорида, США | Тропикана-филд                 | 48 044                         |               |               |
| 2025              | Джей Усо             |      | 20                  | 1 февраля 2025 года           | Индианаполис, Индиана, США     | Лукас Ойл Стэдиум              | 70 347        |               |

### Матчи «Королевская битва» за трофей памяти Андре Гиганта
| WrestleMania | Победитель    | Фото | Дата               | Город                          | Арена                          | Посещаемость | Прим.              |
| ------------ | ------------- | ---- | ------------------ | ------------------------------ | ------------------------------ | ------------ | ------------------ |
| XXX          | Сезаро        |      | 6 апреля 2014 года | Новый Орлеан, Луизиана, США    | Мерседес-Бенц Супердоум        | 75 167       | [ 80 ]             |
| 31           | Биг Шоу       |      | 29 марта 2015 года | Санта-Клара, Калифорния, США   | Ливайс Стэдиум                 | 76 976       | [ 81 ]             |
| 32           | Барон Корбин  |      | 3 апреля 2016 года | Арлингтон, Техас, США          | Эй-ти-энд-ти Стэдиум           | 101 763      | [ 82 ]             |
| 33           | Моджо Роули   |      | 2 апреля 2017 года | Орландо, Флорида, США          | Кэмпинг Уорлд Стэдиум          | 75 245       | [ 83 ]             |
| 34           | Мэтт Харди    |      | 8 апреля 2018 года | Новый Орлеан, Луизиана, США    | Мерседес-Бенц Супердоум        | 78 133       | [ 84 ]             |
| 35           | Брон Строумэн |      | 7 апреля 2019 года | Ист-Ратерфорд, Нью-Джерси, США | Метлайф-стэдиум                | 82 265       | [ 85 ]             |
| 37           | Джей Усо      |      | 9 апреля 2021 года | Сент-Питерсберг, Флорида, США  | WWE ThunderDome Тропикана-филд | 0            | [ 86 ] [ Прим. 1 ] |

### Матч «Величайшая Королевская битва» на Greatest Royal Rumble
| Королевская битва     | Победитель    | Фото | № выхода | Дата                | Город                            | Арена                      | Посещаемость | Прим.  |
| --------------------- | ------------- | ---- | -------- | ------------------- | -------------------------------- | -------------------------- | ------------ | ------ |
| Greatest Royal Rumble | Брон Строумэн |      | 41       | 27 апреля 2018 года | Джидда, Мекка, Саудовская Аравия | Король Абдалла Спортс Сити | 60 000       | [ 87 ] |

## Победительницы женского матча «Королевская битва»

### Матчи «Королевская битва» на Royal Rumble
| Королевская битва | Победитель   | Фото | № выхода | Дата                | Город                          | Арена                          | Посещаемость | Прим.         |
| ----------------- | ------------ | ---- | -------- | ------------------- | ------------------------------ | ------------------------------ | ------------ | ------------- |
| 2018              | Аска         |      | 25       | 28 января 2018 года | Филадельфия, Пенсильвания, США | Веллс-Фарго-центр              | 17 629       | [ 74 ] [ 88 ] |
| 2019              | Бекки Линч   |      | 28       | 27 января 2019 года | Финикс, Аризона, США           | Чейз-филд                      | 48 193       | [ 76 ] [ 89 ] |
| 2020              | Шарлотт Флэр |      | 17       | 26 января 2020 года | Хьюстон, Техас, США            | Минут-Мейд-парк                | 42 715       | [ 90 ]        |
| 2021              | Бьянка Белэр |      | 3        | 31 января 2021 года | Сент-Питерсберг, Флорида, США  | WWE ThunderDome Тропикана-филд | 0            | [ 91 ]        |
| 2022              | Ронда Раузи  |      | 28       | 29 января 2022 года | Сент-Луисе, Миссури, США       | The Dome at America’s Center   | 44 390       | [ 79 ]        |
| 2023              | Рея Рипли    |      | 1        | 28 января 2023 года | Сан-Антонио, Техас, США        | Alamodome                      | 51 338       |               |
| 2024              | Бэйли        |      | 3        | 27 января 2024 года | Сент-Питерсберг, Флорида, США  | Тропикана-филд                 |              |               |

### Женские матчи «Королевская битва» на WrestleMania
| WrestleMania | Победитель | Фото | Дата               | Город                          | Арена                   | Посещаемость | Прим.  |
| ------------ | ---------- | ---- | ------------------ | ------------------------------ | ----------------------- | ------------ | ------ |
| 34           | Наоми      |      | 8 апреля 2018 года | Новый Орлеан, Луизиана, США    | Мерседес-Бенц Супердоум | 78 133       | [ 92 ] |
| 35           | Кармелла   |      | 7 апреля 2019 года | Ист-Ратерфорд, Нью-Джерси, США | Метлайф-стэдиум         | 82 265       | [ 93 ] |

## Рекорды и статистика
По данным официального сайта WWE

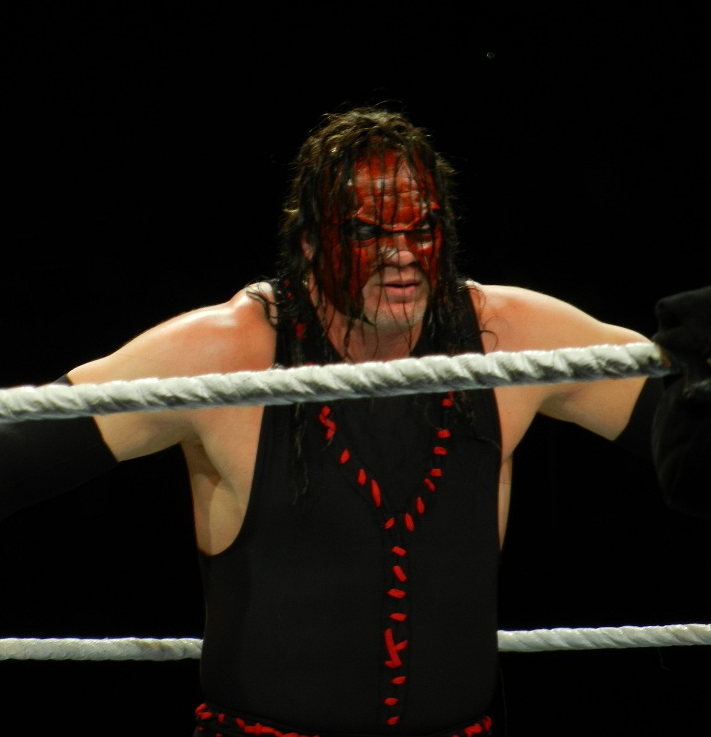
Кейну принадлежит рекорд по количеству выкинутых реслеров за всё время.

- Рекордсмен по числу побед: Стив Остин (3; 1997, 1998, 2001)
- Самое долгое пребывание на ринге: Дэниел Брайан 1:16:05; 2018) Greatest Royal Rumble
- Самое короткое пребывание на ринге: Сантино Марелла (0:01; 2009), Шеймус (0:01; 2018)
- Самый долгий матч: Королевская битва 2023 (1:11:42)
- Самый короткий матч: Королевская битва 1988 (33:00; но в матче участвовало 20 рестлеров.) и Королевская битва 1995 (39:39; но в матче участвовало 30 рестлеров.)
- Самое большое количество появлений подряд: Кейн (13; 1999-2011)
- Самое большое количество появлений: Глен Джейкобс (20; как Айзек Янкем (1996), как Фальшивый Дизель (1997), как Кейн (1999-2011, 2013—2016, 2021))
- Самое большое количество появлений в одной Битве: Мик Фоли (3; 1998; 1:как Мэнкайнд; 2:как Кактус Джек; 3:как Dude Love)
- Больше всех выкинул: Кейн (45)
- Больше всех выкинул в одной Битве: Брок Леснар (13; 2020)
- Самый молодой реслер принимавший участие: Рене Дюпри (на момент участия в Королевской битве ему было 20 лет; 2004)
- Самый старый реслер, принимавший участие: Джимми Снука (64 года в 2008 году.)
- Самый молодой реслер победивший в Royal Rumble: Брок Леснар (на момент победы в Royal Rumble ему было 25 лет; 2003)
- Самый старый реслер победивший в Royal Rumble: Винс Макмэхон (на момент победы в Royal Rumble ему было 53 года; 1999)
- Победители, вышедшие под № 1 Шон Майклз (1995), Крис Бенуа (2004), Эдж (2021)
- Победители, вышедшие под № 2 Винс Макмэхон (1999), Рей Мистерио (2006)
- Выигравшие больше 1 раза  Халк Хоган (1990,1991), Шон Майклз (1995,1996), Стив Остин (1997,1998,2001), Джон Сина (2008, 2013), Батиста (2005, 2014), Трипл Эйч (2002, 2016), Рэнди Ортон (2009, 2017), Эдж (2010, 2021), Брок Леснар (2003, 2022), Коди Роудс (2023, 2024)
- Самый большой промежуток времени между побед в Royal Rumble Брок Леснар (2003 и 2022) — 19 лет.
- Номер под которыми чаще всего выигрывали № 30 (5 раз, 1:Гробовщик (2007), 2:Джон Сина (2008), 3:Triple H (2016), 4:Брок Леснар (2022), 5:Коди Роудс (2023)).
- Женщины, принимавшие участие в мужской королевской битве (4): Чайна (1999, 2000), Бет Феникс (2010), Карма (2012), Ная Джакс (2019)

### Комментарии
1. ↑  Королевская битва состоялась не на WrestleMania 37 а на SmackDown от 9 апреля, записи проходили 2 апреля